# Ibutilide
L'ibutilide, est un  médicament antiarythmique vendu sous la marque Corvert.

## Mode d'action
C'est un antiarythmique de classe III qui agit en prolongeant le potentiel d'action,.

## Usage médical
C'est un médicament utilisé pour tenter de convertir la fibrillation auriculaire et le flutter auriculaire d'apparition récente en rythme sinusal. Le médicament est administré par injection progressive dans une veine.

## Effets secondaires
Les effets secondaires de ce médicament comprennent des palpitations, une hypotension artérielle, des nausées ou des maux de tête. F'autres effets secondaires peuvent inclure des torsades de pointes et un bloc atrio ventriculaire . La sécurité pendant la grossesse n'est pas claire.

## Histoire
Le médicament a été approuvé pour un usage médical aux États-Unis en 1995. Il est approuvé dans une partie de l’Europe mais pas au Royaume-Uni ni en France. Aux États-Unis, cela coûte environ 325 dollars américains pour une dose de 1 mg à partir de 2021.